# EToro
Az eToro szociális kereskedelmi és nemzetközi tőkeközvetítő vállalat, amely Cipruson, Izraelben és az Egyesült Királyságban van bejegyezve. 2021 évben a cég értéke 2,5 milliárd dollár volt. Ugyan ez évben a kereskedelmi platformon 13 millió bejegyzett fiók volt.

## Alapítás
Az eTorot a Yoni Assia és Ronen Assia testvérek alapították 2006-ban David Ringgel együtt Tel-Avivban RetailFX néven.

## Története
2010-ben az eToro kiadta az eToro OpenBook közösségi befektetési platformot, valamint a "CopyTrading" funkciót. Az eToro kereskedési platform lehetővé teszi a befektetők számára, hogy automatikusan megtekinthessék, követhessék és lemásolhassák a hálózat legjobb kereskedőit. Ugyanebben az évben a cég kiadta első Android-alkalmazását, hogy a befektetők mobil eszközeiken keresztül vásárolhassanak és értékesíthessenek pénzügyi eszközöket.
2007 és 2013 között a társaság 31,5 millió dollárt gyűjtött be négy finanszírozási körben. 2014 decemberében az eToro 27 millió dollárt gyűjtött be orosz és kínai befektetőktől. 2017 decemberében az eToro és a CoinDash partnerekké váltak a Blockchain-alapú közösségi kereskedés fejlesztésében. 2018-ban az eToro további 100 millió dollárt gyűjtött össze magánfinanszírozási körben.
Összességében több mint 162 millió dollárt fektettek be az eToro-ba olyan befektetési vállalkozások, mint a Spark Capital, az SBI Holdings, a német CommerzVentures, a kínai Ping An Insurance, az orosz állami tulajdonú Sberbank pénzügyi cég, a Korea Investment Partners, a technológia-központú BRM Group, és a China Minsheng Financial Holdings.
2014 áprilisában az eToro 130 brit és német részvényt adott hozzá az FTSE 100 indexhez és a DAX30 indexekhez a társaság részvényválasztékához. 2018-ban az eToro bevezetett egy kriptovaluta pénztárcát Androidra és iOS-re.
2019 márciusában az eToro nyilvánosságra nem hozott összegért felvásárolta a dán Firmo blockchain vállalatot. 2019 novemberében a cég felvásárolta a belgiumi székhelyű Delta titkosítási portfóliókövető alkalmazást.
2021 márciusában az eToro bejelentette, hogy 10,4 milliárd dolláros SPAC-fúzió révén részvénytársasággá szeretne válni.

## Műveletek
Az eToro elsődleges irodái Limassolban (Ciprus), Londonban (Egyesült Királyság) és Tel-Avivban (Izrael) találhatóak, valamint regionális irodák találhatóak Sydney-ben (Ausztrália), Hobokenben (New Jersey, USA), Hongkongban és Pekingben (Kína).
Az eToro tőkeáttétes kereskedési (CFD) lehetőséget kínál nemesfémekre, alapanyagokra és energiahordozókra (beleértve a BTI, Brent márkájú nyersolajat és a földgázt), valamint tőzsdei termékekre (S&P 500, NSDQ 100, ausztrál S&P 200). A Bitcoin és más kriptovaluták már 2013-ban megjelentek az eToro kínálatában, később továbbiak is (köztük Ethereum és Ripple) 2017-től. Az eToro működését a CySEC szerv szabályozza az EU-ban, Nagy-Britanniában az FCA,az USA-ban a FinCEN és az ASIC Ausztráliában.
A cég 2019-ben arról számolt be, hogy 140 országban működik, és 20 millió felhasználója van.

## Támogatás
eToro 2015 júniusában kijelentette, hogy 3 éves partneri megállapodást kötött a Premier League-ből származó West Ham United FC labdarúgó-csapattal.

## Fordítás
- Ez a szócikk részben vagy egészben  az   eToro című angol Wikipédia-szócikk ezen változatának fordításán alapul.  Az eredeti cikk szerkesztőit annak laptörténete sorolja fel. Ez a jelzés csupán a megfogalmazás eredetét és a szerzői jogokat jelzi, nem szolgál a cikkben szereplő információk forrásmegjelöléseként.